# Ptah
För asteroiden, se 5011 Ptah.

Ptah

Ptah var en gud i egyptisk mytologi, make till Sekhmet, far till Nefertum. Dessa bildade en gudatriad i Memfis, Egyptens forntida huvudstad. Apistjuren sågs som Ptahs son alternativt ande. Han avbildades med mumiedrag, skägg och hätta. Han ansågs vara en skapargud som kunde skapa med sitt ord, och senare blev han också en allgud. Ptah var hantverkarnas beskyddare, i synnerhet skulptörernas. Ptah var till en början en lokal gud i Memfis, men eftersom denna var huvudstad från och med den första dynastin spred sig kulten över hela riket.
Grekerna identifierade Ptah med Hefaistos, den gudomlige smeden.

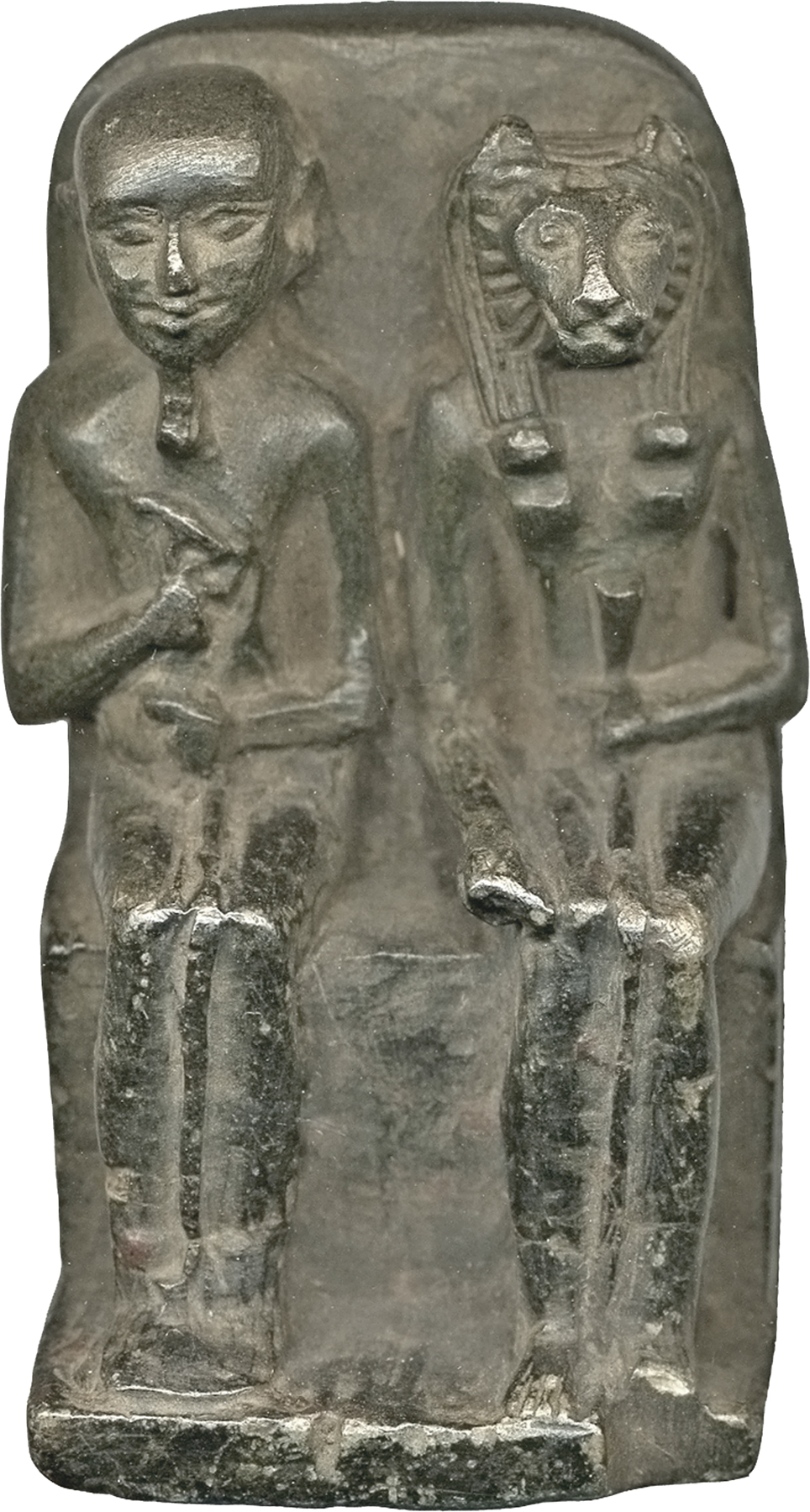
Ptah och Sekhmet
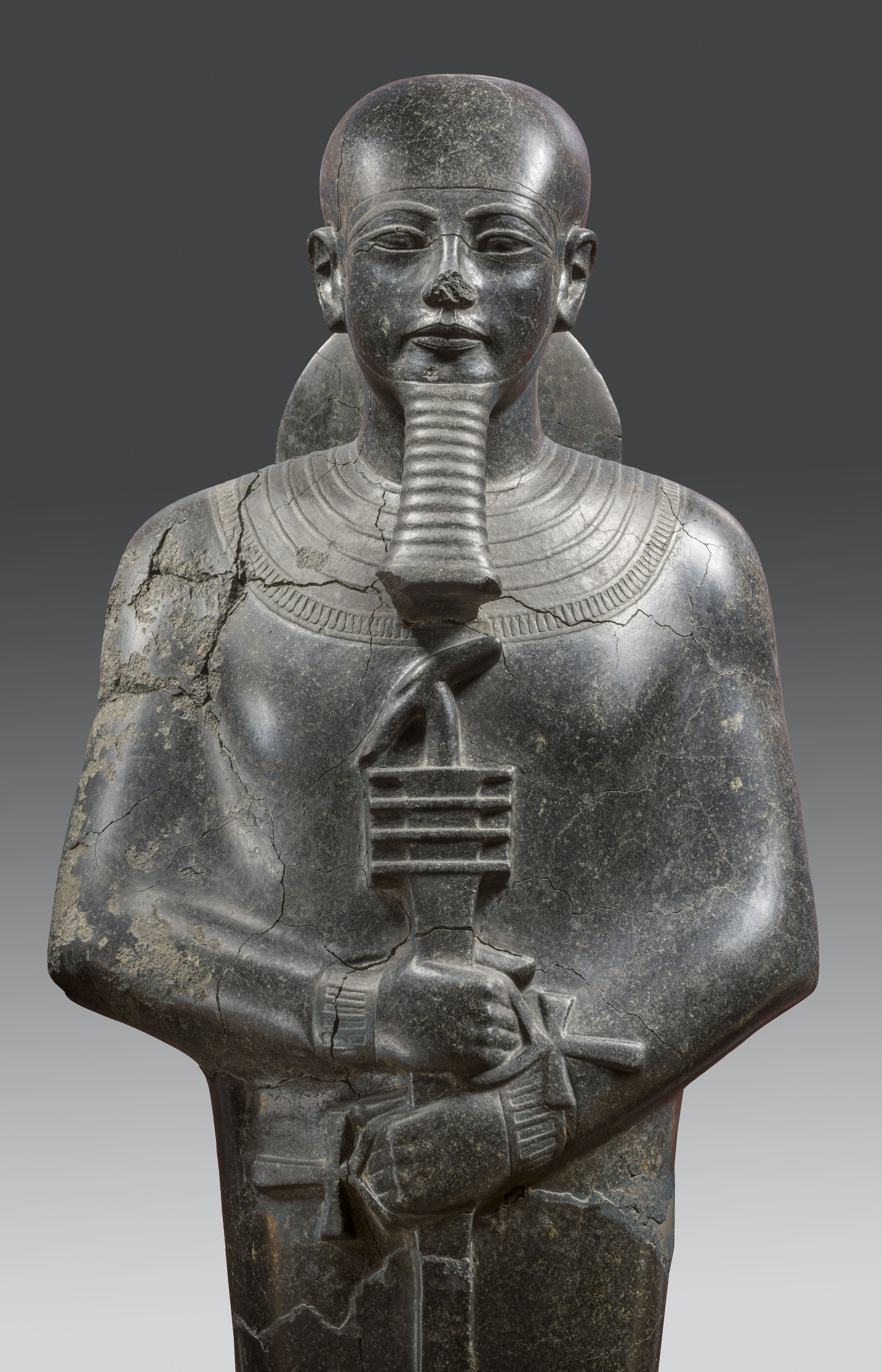
Ptah
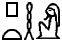
Ptah i hieroglyfer